# Камень-Лев
Камень-Лев (яп. 萌消島 моэкэси-тo:) — небольшой остров южной группы Большой гряды Курильских островов. Является одним из островков-«спутников» Итурупа. Издали напоминает фигуру лежащего льва, откуда и название. 

## География
Расположен на подводной возвышенности перед входом в залив Львиная Пасть у берегов Итурупа — самого крупного из Курильских островов. Представляет собой выступающий из моря фрагмент северной стенки кальдеры вулкана Львиная Пасть. Имеет овальную форму с практически отвесными берегами. Высота острова 162 метра, на его южной оконечности находится остроконечная скала высотой 182 метра над уровнем моря. Более плоскую вершину острова покрывают зелёные мхи и лишайники. Остров часто окутывают туманы, поэтому он представляет собой опасность для навигации.

## Природа
На острове  образуются скопления (залёжки) островного тюленя. Иногда небольшая группа островных тюленей образует залёжку на камнях перед мысом Клык, расположенным совсем рядом с о. Камень-Лев, а также на коренном берегу о. Итуруп в глубине залива-кальдеры Львиная Пасть.

## История
По условиям Симодского договора вместе с Итурупом перешёл под юрисдикцию Японской империи.
В соответствии с административно-территориальным делением Японии относился к уезду Эторофу провинции Тисима, губернаторства Хоккайдо.
С 1945 года остров находится в составе СССР.
2 февраля 1946 года включён в состав Южно-Сахалинской области.
2 января 1947 года включён в состав Сахалинской области РСФСР.
С 1991 года в составе Российской Федерации. Административно входит в Курильский городской округ Сахалинской области. Необитаем. Принадлежность острова оспаривает Япония, которая рассматривает его территорию как часть округа Немуро префектуры Хоккайдо.